# 멜리안
멜리안(Melian)은 《실마릴리온》의 등장인물이다. 도리아스의 여왕이며 요정대왕 싱골의 아내이다. 마이아임에도 불구하고 신다르 요정 대왕 싱골을 사랑하여 함께 지내며 그를 위해 내조와 조언을 했다.
그녀의 자식으로는 일루바타르의 자손중 가장 고귀하다고 여겨지는 무남독녀 루시엔이 있다.

## 행적
발리노르에서는 발라의 일원인 바나와 에스테를 따르는 마이아였다. 매혹적인 노래실력을 가져서 그녀가 노래를 부를 때면 발라들도 하던 일을 멈추고 그녀의 노래를 들었다고 한다. 로리엔에서 활동하며 새에게 노래하는 것을 가르치기도 했다.
나무의 시대에 깨어난 요정들이 발리노르로 향하던 때에, 멜리안은 가운데땅의 숲에서 노래를 부르고 있었다. 그녀는 노래소리에 이끌려온 텔레리의 지도자 엘웨와 눈이 마주쳤고, 그대로 사랑에 빠져 수십년 간 서로를 바라본 채로 멈추었다. 이후 멜리안과 엘웨는 텔레리에게로 돌아와 요정왕국 도리아스를 세웠고, 엘웨는 싱골로 불렸다. 멜리안은 가운데땅에서 오랜 세월을 거하며 싱골과 함께 요정 왕국 도리아스를 다스렸다. 도리아스는 마이아인 멜리안의 지식을 전수받았고, 멜리안의 장막이라는 안개장막에 의해 보호받았기 때문에 발리노르로 간 요정들에 버금갈만한 번영을 누렸다.
이후에도 베렌과 루시엔의 사랑, 실마릴의 반환 등에 대해서 싱골에게 조언하지만, 그때마다 싱골은 제대로 된 판단을 하지못해 이를 듣지 않는다. 결국 실마릴과 연관된 비극으로 싱골이 난쟁이들에게 살해되자 마블룽에게 이후의 방비를 맡기고, 루시엔을 호출하여 가운데땅에서 떠났다. 이후 멜리안은 로리엔으로 가서 슬픔에 잠겼다고 한다.

## 기타
멜리안의 장벽이 사라진 후 전쟁에 무방비로 노출되어 도리아스는 멸망하고 마블룽, 디오르 엘루킬이 살해되며 그외의 신다르도 잔혹한 시련을 겪는다. 살아남은 난민은 재앙을 피해 남쪽 땅으로 내려가게 되고 해안에 인접한 시리온 하구에 정착하지만 실마릴을 노린 제 3차 동족살상에 의해 큰 피해를 입는다.
싱골과 멜리안 사이에서 태어난 루시엔은 아르다의 모든 시대를 통틀어 아이누와 요정 사이에서 생긴 유일한 존재였다. 그렇기 때문에 루시엔은 모든 자손 중 가장 고귀한 존재로 여겨졌다. 후에 루시엔이 베렌과 함께 부활했을 때, 멜리안은 루시엔이 인간처럼 아르다를 떠나게 될 것이라는 것을 눈치챈다. 딸과 영영 헤어져야 한다는 사실을 알게 된 멜리안은 달랠 길 없는 슬픔에 빠졌다고한다.